# کارل لوستد
کارل لوستد (انگلیسی: Carl Lovsted; ۴ آوریل ۱۹۳۰ – ۸ نوامبر ۲۰۱۳) قایقران روئینگ اهل ایالات متحده آمریکا بود.